# Filtration tangentielle

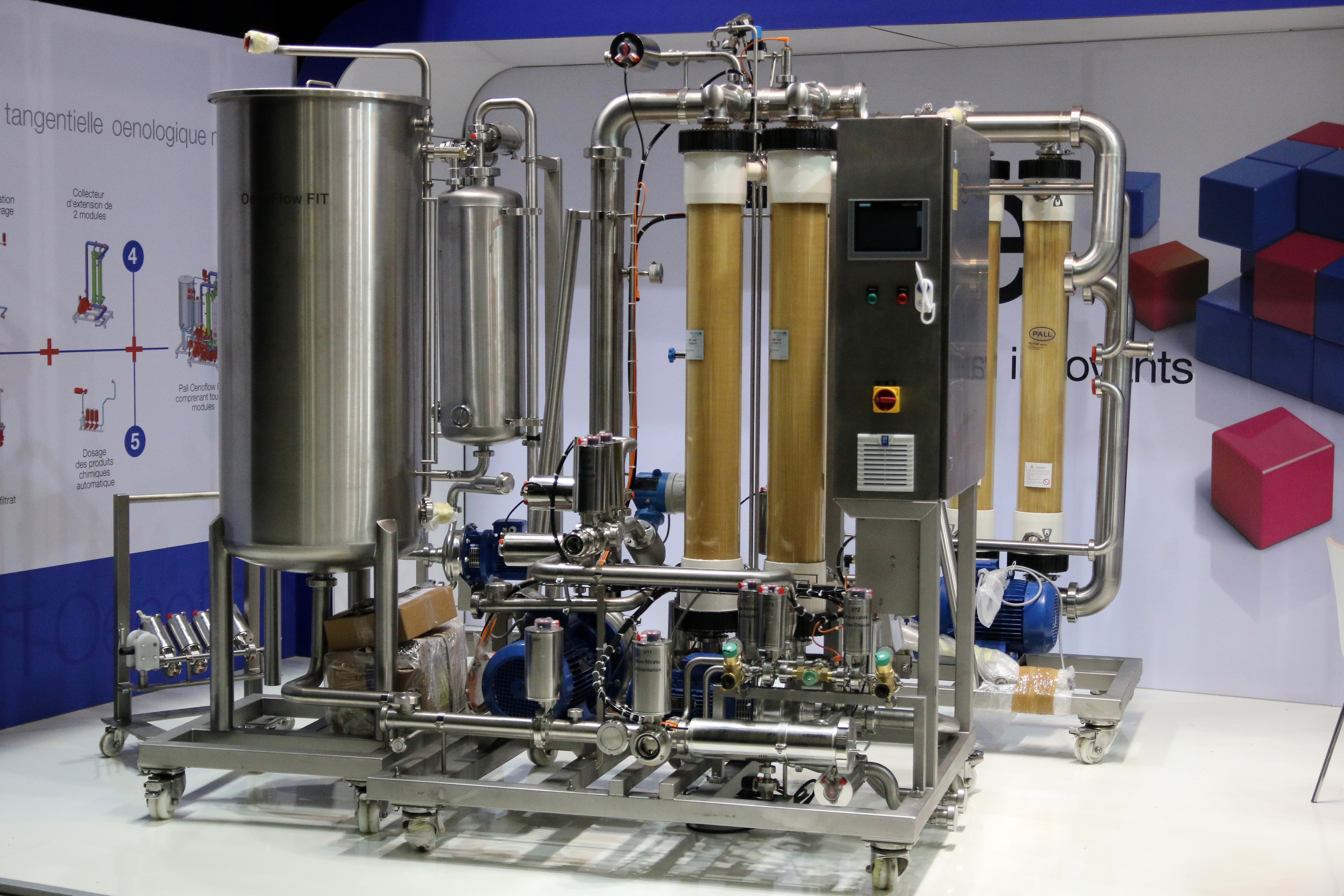
Filtre tangentiel utilisé en œnologie.

La filtration tangentielle est un procédé de filtration destiné à séparer les particules d'un liquide par leur taille. Elle est appelée cross-flow filtration en anglais.

## Principe
Le flux du liquide est parallèle au filtre, contrairement à la filtration frontale (Dead-end filtration en anglais) où le flux est perpendiculaire au filtre. C'est la pression du fluide qui permet à celui-ci de traverser le filtre. Ceci a pour conséquence que les particules assez petites passent au travers du filtre alors que celles qui sont de taille trop importante continuent leur route via le flux.

## Avantages et inconvénients
Ce type de filtre se nettoie automatiquement du fait du simple balayage du fluide à la surface de la membrane, et sa fréquence de remplacement est faible. Il peut aussi, dans certaines applications, être nettoyé par inversion du flux (backwash). La filtration tangentielle est réservée à la séparation des très petites particules, d'une taille allant du nanomètre jusqu'au micromètre.
La filtration tangentielle peut s'utiliser de deux manières :
- soit pour filtrer la solution en éliminant à la surface de la membrane les particules les plus grosses : on s'intéresse alors au filtrat (ou perméat) ;
- soit pour purifier la solution en laissant passer à travers la membrane les molécules de petite taille, notamment les solvants : on s'intéresse alors au rétentat qui reste en amont de la membrane. Cette technique de purification est souvent employée pour séparer les protéines de grande taille des molécules de plus petite taille qui sont à éliminer.